# チノフスキーカスベ
チノフスキーカスベ（Bathyraja tzinovskii）は、ソコガンギエイ属の一種。北西太平洋に分布する深海魚。

## 名称
種小名はロシアの海洋学者であるチノフスキーへの献名。

## 形態
体盤は平らな菱形で、吻は幅広の三角形。眼の後ろには噴水孔がある。腹面には5対の鰓孔、鼻孔、口がある。尾の側面には皮褶がある。背鰭は二基あり、尾鰭がある。全長は最大94 cm。

## 分布・生態
本州、樺太、千島列島、カムチャツカ半島に分布し、水深1776 - 2500 mの大陸斜面に生息する。底生の無脊椎動物を捕食する。
卵生であり、長さ8.5 cm、幅4.9 cmで角に突起のある卵殻を産む。